# Brezovica (Tvrdošín)
Brezovica (deutsch Bresowitz, ungarisch Brezovica) ist eine Gemeinde im Norden der Slowakei mit 1419 Einwohnern (Stand 31. Dezember 2024), die zum Okres Tvrdošín, einem Teil des Žilinský kraj gehört und zur traditionellen Landschaft Orava zählt.

## Geographie
Die Gemeinde befindet sich am Rande des Berglands Skorušinské vrchy im Quellbereich des Baches Trsteník, der in Trstená in die Oravica mündet. Das Ortszentrum liegt auf einer Höhe von 720 m n.m. und ist vier Kilometer von Trstená sowie zehn Kilometer von Tvrdošín entfernt.
Nachbargemeinden sind Trstená im Norden, Liesek im Nordosten und Osten, Vitanová und Habovka im Süden und Zábiedovo im Südwesten.

## Geschichte
Der Ort wurde 1580 als Brezowicza auf Anlass der Familie Thurzo von einem Schultheiß nach walachischem Recht gegründet; die ersten Einwohner kamen aus der Stadt Trstená. Der Name ist vom slowakischen Namen für Birken (slowakisch Sg. breza) abgeleitet. Das Dorf gehörte zum Herrschaftsgut der Arwaburg und wurde 1683 von einem polnisch-litauischen Heer verwüstet, jedoch schnell wiederaufgebaut. 1728 zählte man 884 Einwohner und im Jahr 1828 116 Häuser und 655 Einwohner, die in Landwirtschaft, Viehzucht und Leinenweberei beschäftigt waren.

## Bevölkerung
| Jahr                | 1994 | 2004    | 2014    | 2024    |
| ------------------- | ---- | ------- | ------- | ------- |
| Anzahl der Personen | 1220 | 1292    | 1322    | 1419    |
| Unterschied         |      | +5,90 % | +2,32 % | +7,33 % |

| Jahr                | 2023 | 2024    |
| ------------------- | ---- | ------- |
| Anzahl der Personen | 1416 | 1419    |
| Unterschied         |      | +0,21 % |

Nach der Volkszählung 2011 wohnten in Brezovica 1304 Einwohner, davon 1284 Slowaken und je ein Magyare und Pole; drei Einwohner waren anderer Ethnie. 15 Einwohner machten keine Angabe. 1293 Einwohner bekannten sich zur römisch-katholischen Kirche und je ein Einwohner zur evangelischen Kirche A. B. und zur evangelisch-methodistischen Kirche; ein Einwohner war anderer Konfession. Zwei Einwohner waren konfessionslos und bei sechs Einwohnern ist die Konfession nicht ermittelt.
Ergebnisse nach der Volkszählung 2001 (1289 Einwohner):
| Nach Ethnie: - 99,61 % Slowaken - 0,23 % Polen - 0,08 % Roma - 0,08 % Tschechen | Nach Konfession: - 99,30 % römisch-katholisch - 0,31 % konfessionslos - 0,23 % keine Angabe |

## Bauwerke
- römisch-katholische Mariä-Heimsuchung-Kirche aus den Jahren 1883–84
- Pfarrkirche Kyrill und Method aus dem Jahr 1993